# Pasimachus sublaevis
Pasimachus sublaevis är en skalbaggsart som beskrevs av Palisot De Beauvoirs. Pasimachus sublaevis ingår i släktet Pasimachus och familjen jordlöpare. Inga underarter finns listade i Catalogue of Life.